# Свердлін Лев Наумович
Лев Наумович Свердлін (рос. Лев Наумович Свердлин; 16 листопада 1901, Астрахань, Російська імперія — 29 серпня 1969, Москва, Російська РФСР) — радянський російський актор. Лауреат Державної премії СРСР (1947, 1949, 1951). Народний артист РРФСР (1954).

## З життєпису
Навчався в Театральному технікумі ім. А. Луначарського, у В. Мейєрхольда. Працював у театрах Москви (ім. В. Мейєрхольда, ім. Є. Вахтангова, ім. В. Маяковського).
Знімався у фільмах: «Волочаєвські дні» (1938, полковник Усіжима), «Мінін і Пожарський» (1939, боярин Григорій Орлов), «Насреддін у Бухарі» (1943, Насреддін), «Далеко від Москви» (1950, парторг Залкінд), «Кубинська новела» (1962) та ін., в українських стрічках: «Вершники» (1939, Чубенко), «Різні долі» (1956), «Перший тролейбус» (1964, батько Світлани).